# Adolf Záturecký
Adolf Záturecký (22. června 1884 Nemecká Ľupča – 12. března 1958 Bratislava) byl slovenský soudce, místopředseda prvorepublikového Nejvyššího soudu i Ústavního soudu a později místopředseda nejvyššího soudu samostatného Slovenska. Byl spoluzakladatelem slovenské právní terminologie.

## Život
Jeho otcem byl jazykovědec Adolf Peter Záturecký a bratrem lékař a publicista Ján Miroslav Záturecký. Studoval gymnázium v Banské Bystrici, maturoval roku 1903 na gymnáziu v Šoproni, pak vystudoval právo na univerzitě v Kluži, kde roku 1909 získal doktorát práv. Od roku 1911 byl advokátem. Po vzniku Československa se krátce stal pracovníkem justičního referátu ministerstva pro správu Slovenska, roku 1919 byl jmenován soudcem a přidělen k Nejvyššímu soudu v Brně. V roce 1924 se zde stal předsedou senátu a později také místopředsedou tohoto soudu, odkud byl vyslán k Ústavnímu soudu v Praze, jehož se stal v roce 1938 také místopředsedou. Po vzniku samostatného Slovenska odešel do jeho justičních složek.
Na Slovensku se stal místopředsedou tamního Nejvyššího soudu a předsedou redakční komise pro Úradnú zbierku rozhodnutí Slovenského najvyššieho súdu vo veciach občianskych. Jeho význam spočívá především v tom, že chtěl v oblasti práva zrovnoprávnit slovenštinu s češtinou a oponoval proto prvotním snahám po vzniku republiky vést všechny úřední záležitosti na Slovensku pouze česky. Ještě za existence Československa se tak spolu se Stodolou nebo Fajnorem stal zakladatelem samostatné slovenské právní terminologie, odvozené vzhledem k převzetí uherského práva recepčním zákonem především z maďarské terminologie. Záturecký byl např. spolutvůrcem Návrhu slovenského právneho názvoslovia (1919) nebo Právnického terminologického slovníku (1925). Psal odborné články, překládal a byl také spoluautorem první slovenské učebnice soukromého práva platného na Slovensku a Podkarpatské Rusi. Právnická fakulta Univerzity Komenského v Bratislavě mu roku 1949 udělila čestný doktorát. Jeho syn Peter Záturecký byl také právník, později soudce Nejvyššího soudu SSR.